# Salaah Al-Yahyaei
Salaah Al-Yahyaei (en árabe: صَلَاح سَعِيْد سَالِم الْيَحْيَائِيّ‎; Seeb, Omán, 17 de agosto de 1998) es un futbolista de Omán que juega en la posición de centrocampista con el Al-Seeb Club de la Liga Profesional de Omán.

## Carrera

### Club
| Periodo   | Club                |
| --------- | ------------------- |
| 2015–2016 | Al-Seeb Club        |
| 2016–2017 | Fanja SC            |
| 2017-2018 | Al-Seeb Club        |
| 2018-2020 | Dhofar Club         |
| 2020-     | Al-Seeb Club        |
| 2022      | → Qatar SC (cedido) |

### Selección nacional
Debutó con Omán en 2016 y su primer gol internacional lo anotó el 10 de octubre de 2016 en la derrota por 1-2 ante Baréin en un partido amistoso en Mascate.